# Mauboussin 112
Le Mauboussin M.112 (dit Corsaire Minor) est un biplace de tourisme à aile basse conçu par Pierre Mauboussin et Louis Peyret en 1931.

## Conception
Initialement appelé type XII (ou Peyret-Mauboussin XII), le M.112 marque une évolution importante par rapport à ses prédécesseurs. Il conserve le profil de l'aile des PM X et XI mais découpée en 3 parties. Les 2 ailes, démontables, sont positionnées avec un dièdre de 3°.
Enfin, la cabine fermée, trop en avance sur son temps est abandonnée au profit d'un pilotage à l'air libre préférée par les clients car plus sportif.
Le M.112 est fabriqué dans les ateliers Zodiac, sous la direction de Louis Peyret,.

## Exploitation
L'avion participe au 3e Challenge international de Tourisme piloté par André Nicole, premier pilote embauché par les Avions Légers Mauboussin.

## Variantes
- PM XII Bis : version avec cabine fermée